# Jella Lepman
Jella Lepman, de nacimiento Jella Lehmann, (Stuttgart, 15 de mayo de 1891-Zúrich, octubre de 1970) fue una periodista, escritora y traductora alemana, conocida por fundar en Múnich, la Biblioteca Internacional de la Juventud, considerada la mayor biblioteca de literatura infantil y juvenil del mundo, la Organización Internacional para el Libro Juvenil (IBBY) y por crear los premios Hans Christian Andersen.

## Trayectoria
Lepman nació en una familia alemana de origen judío. Estudió en Alemania y en Suiza. Se casó en 1913 con Gustav Lepman y tuvo dos hijos, Anne-Marie y Günther. Tras la muerte de su marido en 1922, inició su carrera de periodista como la primera mujer editora en el periódico alemán, Stuttgarter Neues Tagblatt.
En 1927, se convirtió en escritora de libros infantiles. Dos años después, en 1929 se unió al Partido Democrático Alemán y creó la sección femenina de la que fue Presidenta. En 1936, la persecución del gobierno de Adolf Hitler la llevó a exiliarse en Inglaterra, donde permaneció hasta el fin de la Segunda Guerra Mundial, trabajando en la BBC y en la American Broadcasting Station in Europe (ABSIE).
En 1945, invitada por el ejército americano, regresó a Alemania para ejercer como Asesora Especial para Asuntos de la Mujer y la Juventud con el objetivo de reeducar a los jóvenes alemanes de la posguerra. Al año siguiente, en julio de 1946, organizó en Múnich, la primera exposición internacional de libros infantiles, que contó con más de 4.000 libros infantiles provenientes de 14 países, promoviendo su creación en más de 75 países del mundo. En 1947, le otorgan la nacionalidad británica.
Movida por su deseo de usar la literatura como instrumento de paz, el 15 de diciembre de 1948, creó la Asociación de Amigos de la Biblioteca Internacional de la Juventud. Después, se reunió con Eleanor Roosevelt y consiguió una donación de 22.000 dólares de la Fundación Rockefeller, con la que fundó en Múnich, en 1949, Biblioteca Internacional de la Juventud, considerada la mayor biblioteca de literatura infantil y juvenil del mundo, que dirigió hasta 1957.
En 1953 fundó la Organización Internacional para el Libro Juvenil (IBBY) con sede en Zúrich, y creó en 1956, los premios Hans Christian Andersen, que reconoce a escritores e ilustradores destacados de la literatura infantil y juvenil, considerado como el Premio Nobel del sector. Un año después, en 1957 crea Bookbird, una revista internacional publicada trimestralmente por IBBY, que se especializa en contenidos referentes a la literatura infantil y juvenil.
En 1966, Lepman propuso que el 2 de abril de cada año, se celebrara el Día Internacional del Libro Infantil y Juvenil, en conmemoración al nacimiento del escritor danés de literatura para niños, Hans Christian Andersen. La primera celebración se hizo el 2 de abril de 1967 y Lepman estuvo a cargo del discurso de inauguración del evento.
De su trabajo como escritora, dejó varios libros de cuentos infantiles, un libro sobre la vida de las mujeres en la Alemania Nazi, su autobiografía y algunos textos para obras de teatro infantil. También fue la traductora de clásicos de la literatura infantil y juvenil y participó en la creación del guion para una película animada.
Murió en Zúrich, en octubre de 1970, a los 79 años.

## Obra

### Literatura infantil y juvenil
- 1927 - Der verschlafene Sonntag. W. Hädecke.[23][24]
- 1942 - Das Geheimnis vom Kuckuckshof: eine Detektivgeschichte aus dem Schwarzwal. John Murray.[25]
- 1950 - Wer ist Lux? Eine Detektivgeschichte für die Jugend. Reutlingen.[24][26]
- 1962 - Die schönsten Gute-Nacht-Geschichten: Die Katze mit der Brille. Ullstein.[27]

- 1971 - Kinder sehen unsere Welt: Texte u. Zeichn. aus 35 Ländern. ISBN 9783550077661.[28]

### Narrativa
- 1943 - Women in Nazi Germany. Gollancz. Publicado bajo el pseudónimo de Katherine Thomas.[1][29]
- 1964 - Die Kinderbuchbrücke (autobigrafia).[30][31] Editado en español en 2017 con el título, Un puente de libros infantiles. Editorial Creotz. ISBN 978-84-941473-8-8.[32][33]

### Filmografía
- 1969 - Die Konferenz der Tiere (película animada). Linda Film.[34]

## Premios y reconocimientos
En 1957, Lepman recibió la Orden del Mérito de la República Federal de Alemania, máxima distinción que otorga el país a personalidades destacadas en su ámbito y que buscan el bien común; y en 1969, recibe la Medalla Goethe, que concede el Goethe-Institut a personas que difundan la lengua y cultura alemana en el mundo.
Con motivo del centenario de su nacimiento, en 1991, se otorgó por primera vez la Medalla Jella Lepman a las personas e instituciones que contribuyen con el desarrollo y mantenimiento de la Organización Internacional para el Libro Juvenil (IBBY). Desde 2006 este reconocimiento se otorga cada cuatro años.